# Neobracea ekmanii
Neobracea ekmanii là một loài thực vật có hoa trong họ La bố ma. Loài này được Urb. mô tả khoa học đầu tiên năm 1924.